# 阿列河畔穆兰站
阿列河畔穆兰站，简称“穆兰站”，是法国的一个铁路车站，位于法国中部城市，阿列省省会穆兰。

## 位置
阿列河畔穆兰站位于穆兰市区的东南部，阿列河右岸。车站大致呈南北走向，开口朝西。车站西北侧有一座现代化的人行天桥，可连接车站东侧和站台。车站西南侧则为停车场。

## 车站历史
阿列河畔穆兰站建于1853年，为一个区域性的铁路枢纽，原有四个方向的铁路（巴黎、克莱蒙费朗、马孔、蒙吕松），其中前往蒙吕松的铁路已于1972年关闭，前往马孔方向的铁路也于1989年缩短至帕莱勒蒙尼亚勒。
2003年起，连接巴黎和克莱蒙费朗之间的城际列车（Téoz）开始运行；2007年，巴黎—贝济耶列车缩短至克莱蒙费朗；2012年1月，Téoz更名为Intercité，同年，阿列河畔穆兰配套的汽车站建成并投入运营。

## 站名
阿列河畔穆兰站所在的城市为穆兰，该市的法语官方名称中并不带有"阿列河畔"这一后缀，因此一般"穆兰站"即可代指阿列河畔穆兰站。

## 停靠线路
以下列车线路在阿列河畔穆兰站停靠：
| 阿列河畔穆兰站列车线路表                     |            |                |               |                 |
| 线路                                         | 车种       | 上一站         | 下一站        | 大致运行频率    |
| 巴黎—克莱蒙费朗                              | INTERCITÉS | 讷韦尔         | 维希          | 每天6趟左右     |
| 巴黎—克莱蒙费朗                              | INTERCITÉS | 讷韦尔         | 圣日耳曼沟    | 每周1趟         |
| 南特/图尔—里昂帕丢/佩拉什                    | INTERCITÉS | 桑凯斯         | 圣日耳曼沟    | 每天2趟         |
| 讷韦尔—穆兰/克莱蒙费朗/维克勒孔特            | TER        | 阿列河畔新城   | （终点）/贝赛 | 每天1~3趟       |
| 讷韦尔布朗尼→穆兰                            | TER        | 阿列河畔新城   | （终点）      | 每天1趟（单向） |
| 讷韦尔—里昂                                  | TER        | 圣皮耶尔勒穆捷 | 东皮耶尔      | 每天2趟左右     |
| 图尔—里昂                                    | TER        | 圣皮耶尔勒穆捷 | 东皮耶尔      | 每天1趟         |
| 第戎—克莱蒙费朗                              | TER        | 东皮耶尔       | 贝赛          | 每天1趟         |
| 穆兰—克莱蒙费朗/维克勒孔特/伊苏瓦尔/布里乌德 | TER        | （起点）       | 贝赛          | 每天9趟左右     |
| 1. 2. 3.                                     |            |                |               |                 |

## 配套交通

### 长途客车
阿列河畔穆兰站对应的大巴车上下车地点为穆兰汽车站（Gare routière），位于车站北侧，是一个开放式的汽车站。
| 停靠穆兰汽车站的大巴车  |                             | |
| 上下车地点              | 运营单位                    | 主要目的地 |
| 穆兰汽车站              | Flixbus                     | - 747线：巴黎、蒙塔基、罗阿讷、圣艾蒂安 |
| 穆兰汽车站              | 阿列省城际客运 Trans'Allier | - A线：苏维尼、特隆热、蒙马洛勒、贝泽内、杜瓦耶、蒙吕松 - C线：波旁拉尔尚博、伊格朗德、艾奈勒沙托、塞里伊、吕尔西雷维 - D线：谢瓦涅、帕赖勒弗雷西勒、波旁朗西 - J线：贝布尔河畔雅利尼、桑德雷、勒东容 - K线：孔提尼、西乌勒河畔圣普桑、巴耶、布鲁韦尔内、加纳 - N线：让廷讷、圣恩讷蒙、德西兹 - O线：阿列河畔新城、奥鲁厄、多尔讷 - Q线：阿列河畔贝赛、拉菲尔泰奥特里夫、圣热朗德沃、阿列河畔瓦雷讷 - R线：圣伊莱尔、孔讷达列 |
| 穆兰汽车站              | SNCF                        | - 07线：蒙伯尼、阿科兰河畔蒂耶勒、东皮耶尔、卢瓦尔河畔吉利、迪关、帕赖勒蒙尼亚勒 - 当某条铁路线施工或罢工时，SNCF可能会提供途径该线路沿途站点的大巴车 |
| 1. 2. 3. 4. 5. 6. 7. 8. |                             | |

### 市内交通
| 阿列河畔穆兰站附近的公交线路 |                    | |
| 公交车站名称                 | 位置               | 停靠线路 |
| Gare SNCF 穆兰-火车站        | 阿列河畔穆兰站正门 | - A线：阿韦尔姆-城北商业中心 ↔ 穆兰-福罗蒙托 - C线：阿韦尔姆-阿列门 ↔ 伊泽尔-勒普雷西 - D线：穆兰-殉难广场 ↔ 伊泽尔-勒普雷西 - F线：伊泽尔-格里耶停车场 ↔ 布雷索勒-雷普朗特 - H线：穆兰-火车站 ↔ 阿列河畔土伦-勒拉里开发区 |
| 1. 2. 3.                     |                    | |

### 社会车辆
阿列河畔穆兰站附近设有社会车辆停车场。

## 临近车站
| 阿列河畔穆兰站（Gare de Moulins-sur-Allier） |                |                  |
| 上行车站                                     | 线路           | 下行车站         |
| 阿列河畔新城站                               | 巴黎－里昂铁路 | 阿列河畔贝赛站   |
| （起点）                                     | 穆兰－马孔铁路 | 东皮耶尔塞特丰站 |
| - 本表仅显示运营中的线路及车站 1.            |                |                  |